# Cloniocerus albosticticus
Cloniocerus albosticticus är en skalbaggsart som beskrevs av Stefan von Breuning 1940. Cloniocerus albosticticus ingår i släktet Cloniocerus och familjen långhorningar. Inga underarter finns listade i Catalogue of Life.